# Kawagoe Boys Sing
Kawagoe Boys Sing -Now or Never- (川越ボーイズ・シング Kawagoe Bōizu Shingu?) es una serie de televisión de anime japonesa original producida por NBCUniversal Entertainment Japan y animada por evg en cooperación con Telecom Animation Film.
La serie cuenta con 12 episodios, se emitió desde octubre de 2023 hasta enero de 2024.

## Argumento
Tenshi, también conocido como Danbocchi, es un ex niño del coro al que le encanta cantar, aunque tiene miedo de cantar delante de la gente. Después de cantar solo durante mucho tiempo y establecerse en una vida académica libre de estrés, Haruo Hibiki, un ex director de orquesta, descubre el talento de Tenshi mientras construye un coro de niños para restaurar su nombre. Tenshi y otros se unen de mala gana al coro de niños. Bajo la peculiar guía de Hibiki, Danbocchi está superando rápidamente sus miedos. Junto con el resto de los chicos, les encanta actuar juntos y su objetivo es ganar el concurso nacional de canto.

## Personajes
Haruo Hibiki (響春男 Hibiki Haruo?)
 Seiyū: Kazuyuki Okitsu
Tenshi Dei (出井天使 Dei Tenshi?) / Danbocchi (だんぼっち?)
 Seiyū: Shōtarō Uzawa
Hiroshi Yazawa (矢沢ひろし Yazawa Hiroshi?) / Ei-chan (えいちゃん?)
 Seiyū: Reiō Tsuchida
Shuji Shiratori (白鳥修二 Shiratori Shuji?) / Tori-chan (トリちゃん?)
 Seiyū: Yūki Obara
Kaito Kobashi (小橋快人 Kobashi Kaito?) / IT
 Seiyū: Nao Nakanishi
Shizuo Barato (茨戸静男 Barato Shizuo?) / Otome (オトメ?)
 Seiyū: Makoto Kaneko
Jin Adachi (足立尽 Adachi Jin?)
 Seiyū: Subaru Kimura
Kō Hyūga (日向行 Hyūga Kō?)
 Seiyū: Yoji Ikuta
Shin Hyūga (日向進 Hyūga Shin?)
 Seiyū: Yuri Ise
Tomo Hakase (葉加瀬友 Hakse Tomo?) / Hakase (博士?)
 Seiyū: Shōta Hayama
Curtis Suzuki (鈴木カーティス Suzuki Kātisu?) / Magic (マジック Majikku?)
 Seiyū: Kazumasa Fukagawa
Michiru Morimura (森村充 Morimura Michiru?)
 Seiyū: Hayato Dojima
Arisa Hibiki (響ありさ Hibiki Arisa?)
 Seiyū: Mika Doi
Rika Iijima (飯島リカ Iijima Rika?)
 Seiyū: Aya Suzaki
Zen Koarashi (小嵐然 Koarashi Zen?)
 Seiyū: Tatsumaru Tachibana

## Producción y lanzamiento
Kawagoe Boys Sing NBCUniversal Entertainment Japan y animada por evg en cooperación con Telecom Animation Film. Está dirigida por Atsushi Matsumoto y escrita por el Club Literario de la Escuela Kawagoe, con Yuki Kanesaka, Shin Rizumu y Junko Yokoyama componiendo la música. Ebimo proporciona los diseños de personajes originales, mientras que Haru Watanabe adapta los diseños para la animación. Hiromi Kikuta dirige el sonido desde el dugout. La serie se estrenó el 9 de octubre de 2023 en Tokyo MX y BS11.
El tema de apertura es interpretado por Kaco.
Crunchyroll obtuvo la licencia de la serie fuera de Asia.